# Mokry Ług (Warszawa)
Mokry Ług – osiedle w dzielnicy Rembertów w Warszawie. Wchodzi w skład obszaru MSI Stary Rembertów.
Stanowi najdalej na północ wysuniętą część dzielnicy Rembertów. Dawna wieś rozpościerała się wzdłuż późniejszej ul. Mokry Ług, na północ od przystanku kolejowego Mokry Ług. Od wschodniej strony graniczy z zieloneckim poligonem.

## Historia
Wieś Mokry Ług należała w latach 1867–1930 do gminy Okuniew w powiecie warszawskim. W 1921 roku Mokry Ług liczył 123 mieszkańców.
1 kwietnia 1930 Mokry Ług włączono do gminy Wawer w tymże powiecie.
20 października 1933 utworzono gromadę Mokry-Ług w granicach gminy Wawer, składającą się ze wsi Mokry-Ług.
1 kwietnia 1939 gromadę Mokry Ług włączono do nowo utworzonego miasta Rembertów.
1 kwietnia 1957 miasto Rembertów, wraz z Mokrym Ługiem, włączono do Warszawy. Teren Rembertowa do włączenia do Warszawy miał objąć obszary na zachód od linii kolejowej Rembertów–Zielonka (paragraf 1), lecz według paragrafu 2 rozporządzenia nową granicę poprowadzono na wschód od Mokrego Ługu, tak aby znalazł się on w granicach Warszawy, a nie Zielonki.